# La Poudre
La Poudre est un podcast féministe animé par Lauren Bastide de décembre 2016 à décembre 2023. Elle interviewe des femmes artistes, intellectuelles ou politiques pour parler de leur enfance, de leur parcours professionnel, de leur création et de féminisme. 

## Historique
En 2016, Lauren Bastide et Julien Neuville fondent La Poudre, podcast féministe. Le programme est produit par le studio de création de podcasts français Nouvelles Écoutes, fondé en même temps que La Poudre.
Le podcast est diffusé à un rythme bimensuel, et à partir de 2021 en exclusivité sur Spotify.
Selon Les Inrocks, La Poudre a atteint 3,5 millions d'écoutes sur iTunes en 2018.
En octobre 2023, lors du Paris Podcast Festival, La Poudre reçoit le prix du meilleur podcast de conversation ex æquo, avec Joyeux Bazar d'Alexia Sena.
En décembre 2023 Lauren Bastide annonce sur Causette arrêter définitivement le programme La Poudre, après 8 saisons. Le programme a pendant sept ans reçu plus de 250 femmes pendant presque 200 épisodes. Le dernier épisode est enregistré en public.
Le podcast a été téléchargé vingt millions de fois. Il a également inspiré deux ouvrages, des conférences et des tables rondes.

## Publications
- Lauren Bastide, La Poudre, t. 1 : Écrivain.es & musiciennes, manifeste pour une conscience féministe, Vanves, Marabout, 2020, 445 p. (ISBN 978-2-501-13794-2 et 978-2-501-15941-8, lire en ligne).
- Lauren Bastide, La Poudre, t. 2 : Féminismes & cinéma, le grand tournant raconté par les voix engagées du cinéma français, Vanves, Marabout, 2021, 343 p. (ISBN 978-2-501-15824-4 et 978-2-501-16301-9, lire en ligne).